# Aulacephala brevifacies
Aulacephala brevifacies är en tvåvingeart som först beskrevs av Villeneuve 1914.  Aulacephala brevifacies ingår i släktet Aulacephala och familjen parasitflugor.
Artens utbredningsområde är Taiwan. Inga underarter finns listade i Catalogue of Life.